# 5-10-15-20 (25-30 Years of Love)
"5-10-15-20 (25-30 Years of Love)" là một bài hát của ban nhạc Mỹ The Presidents phát hành năm 1970. Đây là bài hát chủ đề và là bài hát được phát hành đầu tiên trong album cùng tên của ban nhạc. Bài hát do Van McCoy phụ trách việc sản xuất âm thanh. Bài hát đạt vị trí thứ 11 trên bảng xếp hạng Billboard Hot 100 và vị trí thứ 5 trên bảng xếp hạng R&B của Hoa Kỳ. Bài hát đã được đề cử Giải Grammy cho Trình diễn giọng R&B xuất sắc nhất của bộ đôi hoặc nhóm nhạc.

## Xếp hạng

### Bảng xếp hạng tuần
| Bảng xếp hạng (1970–71)  | Vị trí cao nhất |
| ------------------------ | --------------- |
| Canadian RPM Top Singles | 43              |
| US Billboard Hot 100     | 11              |
| US Billboard R&B         | 5               |
| US Cash Box Top 100      | 7               |

### Bảng xếp hạng cuối năm
| Bảng xếp hạng (1970) | Thứ hạng |
| -------------------- | -------- |
| US R&B (Billboard)   | 37       |